# Fabian Ax Swartz
Fabian Ax Swartz (ur. 12 lutego 2004) – szwedzki narciarz alpejski, brązowy medalista mistrzostw świata i trzykrotny medalista mistrzostw świata juniorów. 
Po raz pierwszy na arenie międzynarodowej pojawił się 15 stycznia 2021 roku w Suomu, gdzie w zawodach FIS zajął piąte miejsce w gigancie. W 2022 roku wystartował na mistrzostwach świata juniorów w Panoramie, zdobywając srebrny mdal w slalomie. Na rozgrywanych dwa lata później mistrzostwach świata juniorów w Portes du Soleil wywalczył brązowy medal w gigancie. Ponadto był trzeci w gigancie na mistrzostwach świata juniorów w Tarvisio w 2025 roku.
W Pucharze świata zadebiutował 18 listopada 2023 roku w Gurgl, gdzie nie ukończył pierwszego przejazdu w slalomie. Pierwsze pucharowe punkty zdobył 21 stycznia 2024 roku w Kitzbühel, zajmując w tej samej konkurencji 20. miejsce.
Na mistrzostwach świata w Saalbach w 2025 roku wspólnie z Estelle Alphand, Williamem Hanssonem, Sarą Hector, Kristofferem Jakobsenem i Lisą Nyberg zdobył brązowy medal w zawodach drużynowych.

## Osiągnięcia

### Mistrzostwa świata
| Miejsce | Dzień     | Rok  | Miejscowość | Konkurencja      | Czas biegu | Strata | Zwycięzca      |
| ------- | --------- | ---- | ----------- | ---------------- | ---------- | ------ | -------------- |
| 3.      | 4 lutego  | 2025 | Saalbach    | Zawody drużynowe | –          | –      | Włochy         |
| 29.     | 14 lutego | 2025 | Saalbach    | Gigant           | 2:39,71    | +5,60  | Raphael Haaser |
| DNF1    | 16 lutego | 2025 | Saalbach    | Slalom           | 1:54,02    | –      | Loïc Meillard  |

### Mistrzostwa świata juniorów
| Miejsce | Dzień       | Rok  | Miejscowość      | Konkurencja | Czas biegu | Strata | Zwycięzca               |
| ------- | ----------- | ---- | ---------------- | ----------- | ---------- | ------ | ----------------------- |
| 8.      | 7 marca     | 2022 | Panorama         | Drużynowo   | –          | –      | Kanada                  |
| 17.     | 8 marca     | 2022 | Panorama         | Gigant      | 2:39,24    | +2,31  | Alexander Steen Olsen   |
| 2.      | 9 marca     | 2022 | Panorama         | Slalom      | 1:33,11    | +1,01  | Alexander Steen Olsen   |
| 14.     | 22 stycznia | 2023 | St. Anton        | Gigant      | 1:43,61    | +2,02  | Alban Elezi Cannaferina |
| 6.      | 25 stycznia | 2023 | St. Anton        | Slalom      | 1:39,21    | +0,96  | Corrado Barbera         |
| 4.      | 31 stycznia | 2024 | Portes du Soleil | Drużynowo   | –          | –      | Norwegia                |
| 6.      | 2 lutego    | 2024 | Portes du Soleil | Slalom      | 1:40,70    | +1,01  | Lenz Hächler            |
| 3.      | 2 lutego    | 2024 | Portes du Soleil | Gigant      | 2:06:97    | +0,10  | Ryder Sarchett          |
| 3.      | 4 marca     | 2025 | Tarvisio         | Gigant      | 2:01:16    | +1,25  | Flavio Vitale           |
| DNF1    | 6 marca     | 2025 | Tarvisio         | Slalom      | 1:29:85    | –      | Theodor Brækken         |

### Puchar Świata

#### Miejsca w klasyfikacji generalnej
- sezon 2023/2024: 123.
- sezon 2024/2025:

#### Miejsca na podium
Ax Swartz nigdy nie stanął na podium zawodów PŚ.